# Брагуї (мова)
Брагуї (брахуї) — мова народу брагуї. Поширена в суміжних областях Пакистану, Ірану та Афганістану. Кількість носіїв брагуї не піддається точному визначенню, оскільки етнічні брагуї тісно контактують з белуджами, володіють белуджійською мовою і при опитуваннях нерідко називають себе белуджами. За найімовірнішими оцінками, на початку XXI століття на брагуї говорять не менше 1,5-1,6 млн осіб в Пакистані, 150—200 тис. осіб в Ірані і Афганістані. Імовірно кілька сотень брагуї проживає в Марийському велаяті Туркменістана, правда, неясно наскільки вони зберегли свою мову (як правило, вони тримовні і говорять в основному белуджійською і російською мовами).
Брагуї — одна з дравідійських мов. Діалекти, наскільки можна судити за наявними описами і текстам, виражені слабо.
Зберігає всі основні риси граматичної структури дравідійських мов. Має аглютинативну-суфіксальну будову словоформ. Іменні частини мови мають 2 числа і 11 відмінків. Граматичний рід втрачено як у імен, так і у дієслів. У наказовому способі розрізняється лише число, в інших способах — також особа. Форм часу (завжди синтетичних) 5 у дійсному способі і 2 в потенційному. В умовному способі часи не розрізняються. Кожній особовій формі дієслова відповідає синтетична ж негативна. Конструкція пропозиції номінативна. Переважає порядок слів «суб'єкт + об'єкт + предикат».
Лексика брагуї рясніє запозиченнями з іранських (балуджі, фарсі), арабської і індоарійських (сіраікі, синдхи, урду, панджабі) мов. Але числівники «один», «два», «три», особові і вказівні займенники, утворені від основ останніх обставин слова і переважна кількість дієслів мають дравідійське походження.